# Cantó de Bécherel
El cantó de Bécherel és una antiga divisió administrativa francesa situat al departament d'Ille i Vilaine a la regió de Bretanya. Va desaparèixer el 2015.

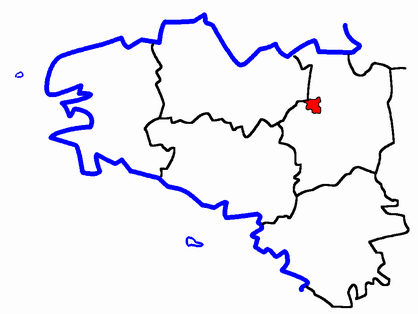
Situació del cantó

## Composició
El cantó aplega 10 comunes :
| Nom francès           | Nom bretó            | Població | km²    | Codi Postal | Codi INSEE |
| Bécherel              | Begerel              | 660      | 0,57   | 35190       | 35022      |
| Cardroc               | Kerdreg              | 400      | 7,39   | 35190       | 35050      |
| Irodouër              | Irodouer             | 1.384    | 23,54  | 35850       | 35135      |
| La Chapelle-Chaussée  | Chapel-ar-Galc'hed   | 763      | 14,76  | 35630       | 35058      |
| Langan                | Langan               | 772      | 7,80   | 35850       | 35144      |
| Les Iffs              | An Ivineg            | 232      | 4,52   | 35630       | 35134      |
| Miniac-sous-Bécherel  | Minieg-Begerel       | 560      | 13,55  | 35190       | 35180      |
| Romillé               | Rovelieg             | 2.688    | 28,67  | 35850       | 35245      |
| Saint-Brieuc-des-Iffs | Sant-Brieg-an-Ivineg | 296      | 8,29   | 35630       | 35258      |
| Saint-Pern            | Sant-Pern            | 781      | 12,13  | 35190       | 35307      |
| Cantó                 | Begerel              | 8.536    | 121,22 | -           | 3504       |

## Evolució demogràfica
| 1962  | 1968  | 1975  | 1982  | 1990  | 1999  |
| ----- | ----- | ----- | ----- | ----- | ----- |
| 7.349 | 7.030 | 6.732 | 7.333 | 7.862 | 8.536 |

## Història
| Data d'elecció                           | Identitat          | Partit         | Qualitat |
| ---------------------------------------- | ------------------ | -------------- | -------- |
| 1992-2015                                | Marie-Hélène Daucé | NC, després AC |          |
| les dades anteriors no són pas conegudes |                    |                |          |
|                                          |                    |                |          |